# لیسا گلدشتاین (هنرپیشه زن)
لیسا گلدشتاین (انگلیسی: Lisa Goldstein؛ زادهٔ ۳۰ ژوئیهٔ ۱۹۸۱) یک هنرپیشه اهل ایالات متحده آمریکا است. 